# Australoheros facetus

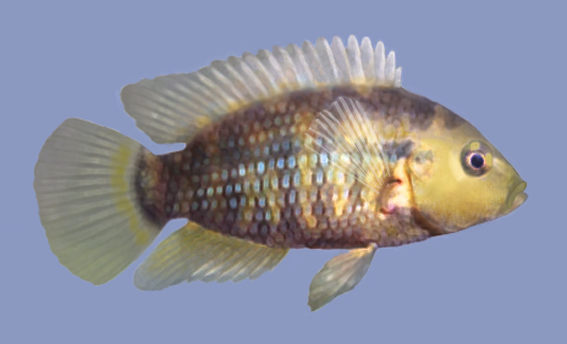
Australoheros facetus.

El chanchito, chanchita, castañeta, cará o chata (Australoheros facetus) es un pez de la familia de los cíclidos que habita en la cuenca del Plata. Ha sido introducido en otras zonas como Chile, el sur de la península ibérica, Estados Unidos y varios países del sudeste asiático.
Esta especie fue recolectada por Charles Darwin en el departamento uruguayo de Maldonado durante su viaje con el HMS Beagle y descrita científicamente por Leonard Jenyns en 1842 como Chromis facetus.
Luego se le ha conocido con otros denominaciones como Cichlasoma facetum y Cichlaurus facetum.
Todas estas ya no son válidas, el nombre actual de la especie es Australoheros facetus.
Chanchito es el nombre común que se usa también para designar a otras especies de peces como Congiopodus peruvianus o Amphilophus chancho. Castañeta es, asimismo, el nombre común de varias especies. El término cará también se usa para denominar a otros peces similares, como Gymnogeophagus gymnogenys.

## Descripción

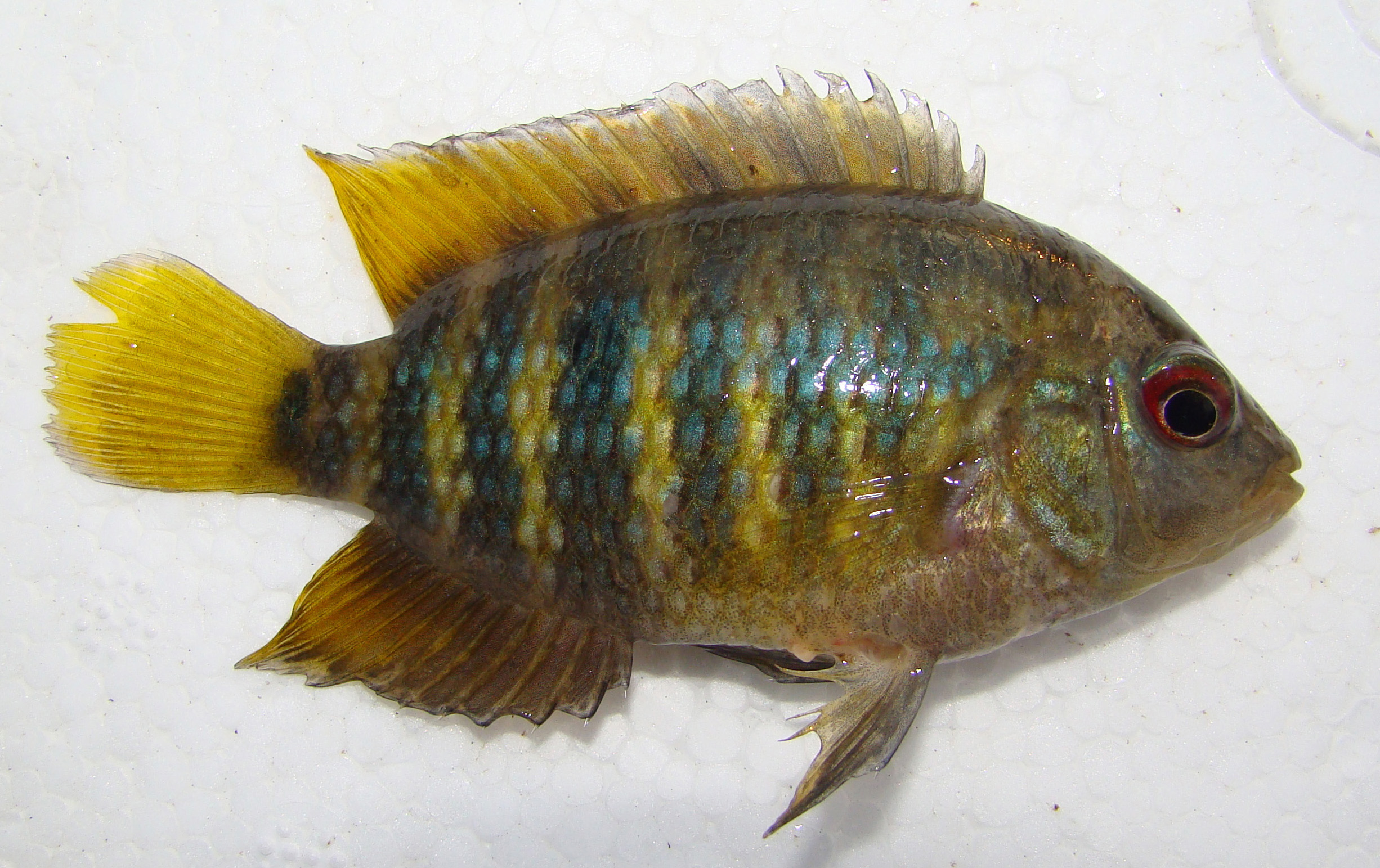
Ejemplar juvenil de chanchito.

El chanchito es un perciforme relativamente grande, hasta 30 cm de largo. Presenta las características físicas típicas de los cíclidos multicolor, cuerpo robusto, de aspecto redondeado, comprimido lateralmente y de perfil alto. Tiene una aleta dorsal de base muy ancha, su extremo posterior así como el de la aleta anal es más largo en los machos. El perfil de la aleta caudal es prácticamente recto. Su coloración es variable dependiendo de la edad, alimentación y estado de ánimo, lo que origina que en inglés sea denominado cíclido camaleón. El color de fondo varía del amarillo vivo al verde oliva, pasando por tonos parduzcos claros o grisáceos; presentando bandas verticales oscuras, seis en el cuerpo, dos en la frente y dos en el cuello y una en la base de la cola. Los ejemplares en época de cría presentan patrones de color con las bandas casi negras sobre fondos de naranja luminoso. Además los chanchitos se oscurecen cuando se muestran agresivos.

## Taxonomía

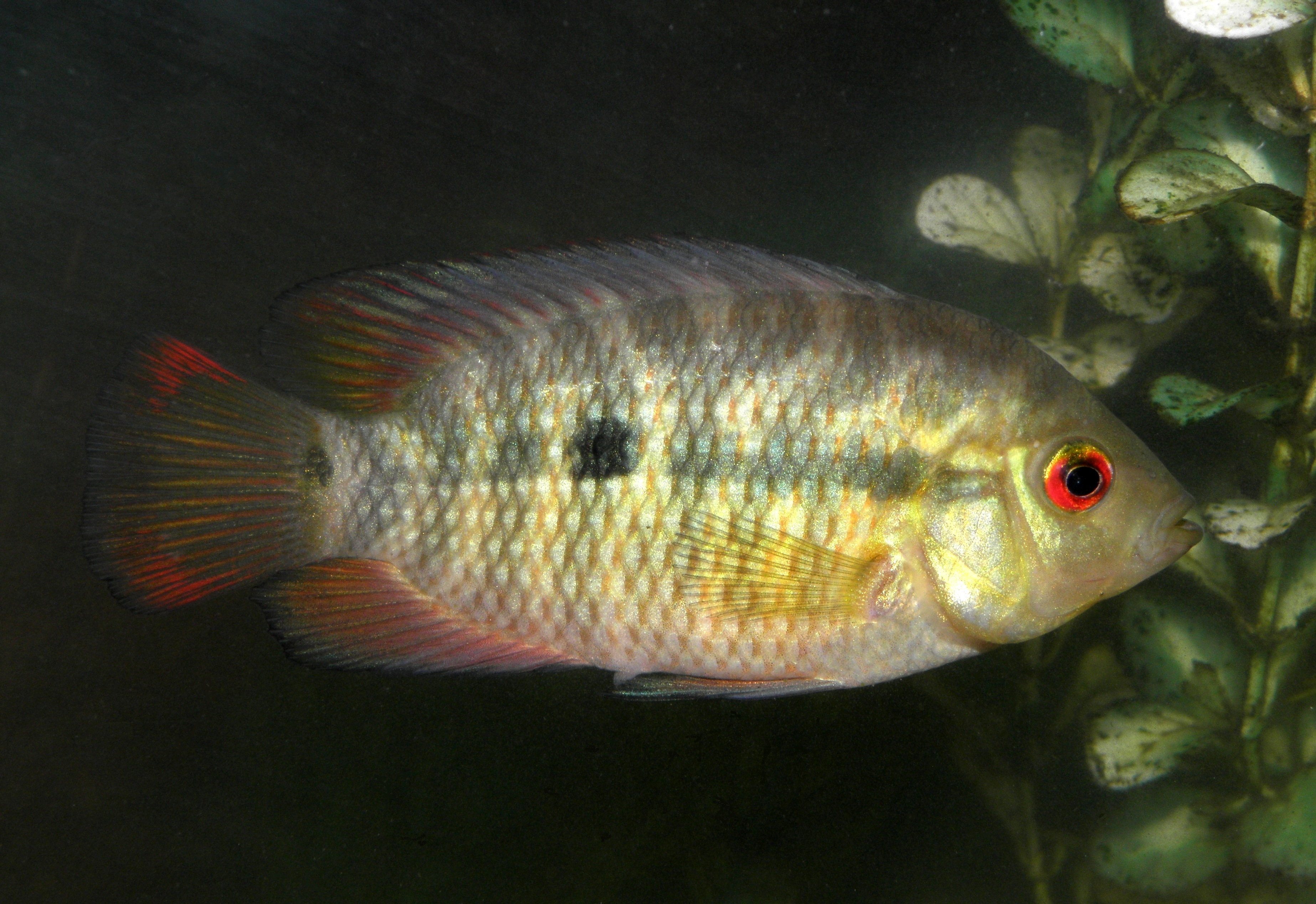
Australoheros facetus —coloración reproductiva—.

El chanchito forma parte del género Australoheros, aunque su taxonomía es discutida, junto a sus congéneres Australoheros tembe (Casciotta, Gómez y Toresani, 1995), Australoheros scitulus (Rícan y Kullander, 2003), Australoheros kaaygua (Casciotta, Almirón y Gómez, 2006), Australoheros charrua (Rícan y Kullander, 2008), Australoheros forquilha (Rícan y Kullander, 2008), Australoheros guarani (Rícan y Kullander, 2008) y Australoheros minuani (Rícan y Kullander, 2008). El género se incluye en la tribu Heroini, perteneciente a la subfamilia Cichlasomatinae, compuesta principalmente por peces de Sudamérica y Centroamérica. Todos los miembros de esta subfamilia, relatimamente uniforme, cuidan cooperativamente de la prole.
El nombre científico del género hace referencia al nombre de las percas tropicales americanas heros y al lugar que ocupa en el subcontinente sudamericano (en latín australis = sureño). El nombre específico es otro término latino, facetus, que significa «agradable, gracioso».

## Distribución y hábitat
Es una especie subtropical sudamericana, cuya zona de distribución natural va desde los estados brasileños de Mato Grosso y Minas Gerais hacia el sur por toda la costa atlántica hasta el sur de Uruguay recorriendo toda la cuenca del Plata. Los chanchitos habitan en lagos, estanques, ríos y arroyos con poca corriente o de aguas estancadas. Viven en aguas que pueden tener una variación amplia de temperaturas (desde los 30 °C en verano hasta casi la congelación en invierno). En la costa van más allá de las desembocaduras de los ríos gracias a su gran tolerancia a la salinidad.
Por diversas razones la especie se ha extendido muy lejos de su área de distribución natural desde los años 1930. En Chile, Estados Unidos, Filipinas, Tailandia y Singapur fue introducida por ser apreciada para la pesca deportiva. En 1940 fue detectada su presencia en Portugal, con origen desconocido, en el río Mira, desde donde se extendió hasta llegar a las aguas del Guadiana, en España.  También se ha detectado su presencia en lagos de Alemania, posiblemente por la suelta de ejemplares de acuarios.

### Especie invasora en España
Debido a su potencial colonizador y constituir una amenaza grave para las especies autóctonas, los hábitats o los ecosistemas, esta especie ha sido incluida en el Catálogo Español de Especies Exóticas Invasoras, regulado por el Real Decreto 630/2013, de 2 de agosto, estando prohibida en España su introducción en el medio natural, posesión, transporte, tráfico y comercio.

## Comportamiento
Los chanchitos son omnívoros que lo mismo se alimenta de algas y otras plantas acuáticas que de gusanos, larvas de insectos, moluscos, cangrejos y otros peces de tamaño inferior, que consiguen nadando activamente entre la vegetación del fondo.
Los chanchitos viven emparejados de por vida. La freza se produce cuando la temperatura del agua ronda los 28-30 °C. Entonces la hembra pondrá varios cientos de huevos en un nido que vigilará con ayuda del macho, y tras la eclosión ambos también cuidarán de los alevines.

## Uso comercial
En su área de distribución natural son pescados y consumidos por ser considerada su carne sabrosa. Además es una especie apreciada en pesca deportiva. También es una especie apreciada en acuariofilia siendo la primera perca multicolor que se importó para ser criada en acuarios en Europa, concretamente en Francia en 1889.